# Cedric Kuakumensah
Cedric Kuakumensah (Lomé, 16 de mayo de 1993) es un baloncestista togolés con pasaporte estadounidense que pertenece a la plantilla del SO Maritime Boulogne de la NM1 francesa. Con 2,06 metros de estatura, juega en la posición de ala-pívot.

## Trayectoria deportiva

### Universidad
Jugó cuatro temporadas con los Bears de la Universidad de Brown, en las que promedió 10,3 puntos, 7,9 rebotes, 2,7 tapones y 1,0 asistencias por partido. En sus dos promeras temporadas fue elegido jugador defensivo del año de la Ivy League, mientras que en las dos últimas fue incluido en el segundo mejor quinteto de la conferencia.

### Profesional
Tras no ser elegido en el Draft de la NBA de 2016, en el mes de agosto firmó su primer contrato profesional con el Oberwart Gunners de la Admiral Basketball Bundesliga austriaca. Allí jugó una temporada en la que promedió 8,3 puntos y 4,4 rebotes por partido.
El 30 de agosto de 2017 firmó con el Horsens IC de la Basket Ligaen danesa, pero únicamente disputó diez partidos antes de ser cortado, promediando 5,5 puntos y 4,4 rebotes. Acabó la temporada en el Panionios BC griego, donde promedió 2,5 puntos y 2,5 rebotes por encuentro.
En agosto de 2018 fichó por el BC Souffelweyersheim de la NM1, la tercera división francesa, con los que consiguió el ascenso a la Pro B, colaborando con 9,4 puntos y 6,7 rebotes por partido. Mediada la temporada siguiente dejó el equipo, regresando a la NM1 al firmar con el SO Maritime Boulogne.